# Entosthodon deserticola
Entosthodon deserticola là một loài Rêu trong họ Funariaceae. Loài này được (Trab.) Jelenc mô tả khoa học đầu tiên năm 1952.